# Paralimna puncticollis
Paralimna puncticollis är en tvåvingeart som beskrevs av Becker 1922. Paralimna puncticollis ingår i släktet Paralimna och familjen vattenflugor. Inga underarter finns listade i Catalogue of Life.